# Cornești (gmina Adămuș)
Cornești (węg. Șunfalău) – wieś w Rumunii, w okręgu Marusza, w gminie Adămuș. W 2011 roku liczyła 1124 mieszkańców.